# 휴가 (2016년 영화)
"휴가"는 2016년에 개봉한 대한민국의 영화이다.

## 캐스팅
- 고원 : 유나 역
- 전주우 : 민재 역
- 김예린 : 어린 유나 역
- 손희순 : 유나 모 역
- 문영동 : 김 사장 역
- 김미준 : 주방이모 역
- 전현숙 : 간병인 역
- 유미란 : 간호사 역
- 안민영 : 미아보호소 여직원 역
- 배시환 : 미아보호소 남직원 역
- 안민상 : 장례식장 직원 역
- 박종환 : 의사 역
- 박지영 : 식당엄마 역
- 김혜빈 : 식당아이 역
- 엄정숙 : 과거식당이모 역